# Albert du Roy
Albert du Roy, né Albert du Roy de Blicquy  le 2 août 1938 près d'Anvers (Belgique), est un journaliste politique belge exerçant en France.

## Biographie
Fils d'un officier de cavalerie, issu de la branche militaire (quatre générations de généraux) de l’aristocratie belge , il s'intéresse rapidement au journalisme, devenant rédacteur en chef du journal bimestriel de son pensionnat.
Après une année d'études de philosophie à Bruxelles, il entre à l'École supérieure de journalisme de Lille (35e promotion) en 1958 et milite à l'Unef. Finaliste de la bourse Francis-Lauga d'Europe 1 à l'issue de ses trois ans d'études, il débute sur cette station en 1961 comme reporter. Notamment responsable des sujets liés à l'éducation, il crée en 1964 avec ses confrères de L'Express Ivan Levaï, et de RMC, Christian Génicot, et son épouse, journaliste à L'Unité, Nicole du Roy, l'Association presse information jeunesse visant à favoriser la lecture de la presse par les lycéens notamment par l'autorisation de diffusion de la presse dans les établissements scolaires qui n'intervient que quarante ans plus tard. Partisan de l'indépendance algérienne, il côtoie les réseaux de soutien au FLN et écrit sous pseudonyme dans les colonnes de l'hebdomadaire engagé pour cette cause, Témoignage chrétien. Il enseigne également alors au Centre de formation des journalistes.
Il quitte la station de radio et entre en 1970 à L'Express, chargé de la nouvelle section « environnement ». Nommé chef de section en 1971, il est rédacteur en chef adjoint pour l'économie et la politique après le rachat du titre par Jimmy Goldsmith. Quand le propriétaire licencie Olivier Todd en 1981 et que Jean-François Revel démissionne par solidarité, Albert du Roy quitte l'hebdomadaire pour rejoindre son ancien rédacteur en chef, Claude Imbert, fondateur du Point, mais intègre finalement en septembre Le Nouvel Observateur en qualité de rédacteur en chef. Après la victoire du Parti socialiste aux élections de 1981, il publie Le Roman de la rose.
En décembre 1982, il est appelé comme rédacteur en chef et éditorialiste d'Antenne 2 par Pierre Lescure, directeur de la rédaction de la chaine, puis prend sa place un an plus tard quand ce dernier fonde Canal+ aux côtés d'André Rousselet. Après le départ du PDG d'Antenne 2, Pierre Desgraupes, Albert du Roy décide de démissionner de son poste en 1985.
Il participe alors aux côtés de Jean-François Kahn, rencontré à L'Express, au lancement de L'Événement du jeudi, dont il prend en 1985 la direction de la rédaction avant de prendre le même poste à L'Expansion entre 1987 et 1990. Il retrouve L'Événement du jeudi en 1991 en qualité de président du directoire, et doit faire face aux difficultés de gestion du titre déficitaire et largement endetté, revendu en 1996 au groupe Lagardère. 
En parallèle, de 1983 et 1995, il collabore à L'Heure de vérité de François-Henri de Virieu. Dans ces années, il est également éditorialiste à RMC (1985-1987), interviewer sur France Inter (1990-1991), tient des chroniques dans Le Parisien (1986-1991) et La Tribune (1988-1992) et les éditoriaux du Télégramme de Brest et de La Provence. 
En juillet 1997, il est nommé directeur général adjoint de France 2. Il modifie le format du 20 heures, en réintégrant les éditoriaux et en écartant de sa présentation Bruno Masure le 6 octobre 1997, au profit de Béatrice Schönberg, venue de TF1, et Daniel Bilalian. Ces changements rejetés par les journalistes et les spectateurs, il démissionne en juin 1998, poursuivant la présentation des émissions Direct et Futur antérieur. 
Après avoir participé en 2001, au lancement du gratuit Metro, comme conseiller éditorial et chroniqueur, il devient éditorialiste à La Vie entre 2003 et 2006, puis quitte la vie professionnelle active, en conservant un billet d'humeur dans Normandie Magazine.
Il est l'époux de Nicole Bardet, ancienne grand reporter à Télérama et présidente de Reporters sans frontières.

## Ouvrages
- Choisir un métier (avec Jean-Marie Dupont), éditions du Centurion, 1966
- La Guerre des Belges, coll. « L'Histoire immédiate », Le Seuil, 1968  (ISBN 978-2-02-002271-2)
- Albert Du Roy et Robert Schneider, Le roman de la rose : d'Épinay à l'Élysée : l'aventure des socialistes, Paris, Seuil, coll. « L'Histoire immédiate », 1982 (ISBN 9782020062008).
- Le serment de Théophraste : l'examen de conscience d'un journaliste, Paris, Flammarion, 1992 (ISBN 9782080663023).
- Albert Du Roy et Nicole du Roy, Citoyennes! : il y a cinquante ans, le vote des femmes, Paris, Flammarion, 1994 (ISBN 9782080669315).
- Le carnaval des hypocrites, Paris, Éd. du Seuil, 1997 (ISBN 9782020312219).
- Domaine réservé, les coulisses de la diplomatie française, Paris, Éd. du Seuil, 2001.
- La mort de l'information, Paris, Stock, 2007 (ISBN 9782234059870).